# Catastrophe ferroviaire de Melun du 17 octobre 1991
Ne doit pas être confondu avec Catastrophe ferroviaire de Melun du 4 novembre 1913.
La catastrophe ferroviaire de Melun du 17 octobre 1991 a eu lieu dans la ville chef-lieu du département de Seine-et-Marne et a causé la mort de 16 personnes et plus de 55 blessés. 
Il a eu lieu à 6h29 quand  le train-couchettes 9602 Nice-Paris tracté par une locomotive BB 22336 qui roulait à 60 km/h percute un train de marchandises en provenance de Corbeil tracté par une locomotive BB 8195 qui roulait à 30 km/h en sens inverse. Sous la violence du choc, une voiture-couchettes du train de voyageur monte sur le toit de la machine de tête. La plupart des victimes de l'accident se trouvaient dans cette voiture.